# Alberto Martínez Murcia
Alberto Martínez Murcia (Cartagena, 27 de junio de 1998) es un nadador español especializado en aguas abiertas, actual Campeón de España, que forma parte del club CN Marina Cartagena Ancora. Finalista en el Campeonato del Mundo Gwanju 2019, actualmente está clasificado para disputar los Juegos Olímpicos de Tokio 2020.

## Trayectoria
El cartagenero Alberto Martínez Murcia comenzó a nadar con cuatro años y compitió por primera vez sin tener la edad mínima exigida porque se equivocó al facilitar su edad de nacimiento. A los 20 años ya se hizo con el décimo puesto en el Campeonato de Europa.
El 25 de mayo de 2019, logró medalla de bronce en la Copa de Europa LEN Cup francesa, donde sacó el pasaporte para el Campeonato Mundial de Natación de 2019 de Corea del Sur.
El 16 de junio de 2019 ganó los Campeonatos de España lago de Bañolas en los que se proclamó Campeón de España de 5 kilómetros en aguas abiertas en Bañolas. Así mismo, horas después, volvió a subir al podio, en esta ocasión en la prueba open de 10 kilómetros, donde acabó tercero y mejor español tras el alemán Florian Wellbrock y el francés Marc-Antoine Olivier.
En julio de 2019 logra el octavo puesto en la prueba de 10 kilómetros y el séptimo puesto en la prueba de 25 kilómetros de aguas abiertas en el Campeonato Mundial de Natación de 2019 disputado Gwangju en el que lograría la clasificación para los Juegos Olímpicos de Tokio 2020.
Desde 2018 entrena a diario junto a la nadadora Mireia Belmonte en el CAR de Sant Cugat con el técnico francés Fred Vergnoux, uno de los técnicos con mayor reputación del mundo y se ha convertido en una de las grandes realidades de la natación española.